# Ане Ито Леонардо
Ане Ито Леонардо (енгл. Anne Itto Leonardo) је министарка пољопривреде у Влади Јужног Судана. На позицију је постављена 10. јула 2011. од стране председника државе и премијера Салве Кира Мајардита. Мандат министра је у трајању од пет година. Претходно је обављала функцију министарке пољопривреде и шумарства у Влади Аутономног региона Јужни Судан од 2005. до 2010. године.